# Myrmeleon zebidee
Myrmeleon zebidee  (лат.) — вид насекомых из рода Myrmeleon, обитающих на севере Австралии, открытый в 1994 году New.

## Описание
Глаза черные. Тело от желтого до бледно-коричневого цвета. Лицо: темно-коричневое, узкая кремовая дуга вдоль передней части усиков, в остальном лоб темный; клипеус в основании светлый, срединная треть с темно-коричневой перевязью, две длинные черные центральные щетинки; верхняя губа светлая, с шестью черными щетинками. Верхушечный членик нижнечелюстных щупиков темный. Темя темнее лица; срединная коричневая полоса, темные передние и задние боковые пятна, темные щетинки. Переднеспинка: срединная коричневая полоса, более широкая кзади примерно на ширине нотума; длинные светлые щетинки. Среднеспинка: передняя скутикальная лопасть спереди черная, боковые скутикальные лопасти с удлиненными черными пятнами, передняя часть щитика черная. Заднеспинка с такими же, но более мелкими боковыми и щитковыми отметинами. Плейриты с черными отметинами на большинстве склеритов, включая основание верхней части крыла. В остальном ноги светлые, за исключением вершины члеников лапок чуть более темного коричневого цвета; бёдра и голень с редкими черными щетинками; большеберцовые шпоры темно-коричневые. Брюшко: тергиты желтовато-коричневые, стерниты немного темнее; эктопрокт, большая часть IX тергита, вершина IX стернита светлая. Крылья немечены; жилкование бледно-желтое, кроме темно-серого С; щетинки темные на C, Sc, R1 обоих крыльев, в остальном светлые. Стройное телосложение. Переднеспинка немного шире своей длины. Большеберцовые шпоры меньше t1. Жилкование крыльев довольно густое. Стернит IX заостренный, с длинной черной вершиной и преапикальными щетинками. Гениталии: гонаркус широкий, дорсальная срединная область с широкими шипами; боковые части длинные, сходящиеся кпереди, с дорсомедиально изогнутым вершинным отростком, группами вентральных медиальных и наружных волосков.
Длина переднего крыла 3 см, заднего — 2,8 см; длина тела от 3,1 до 3,2 см. Латинское видовое название дано в честь места, где нашли данный вид. Непрерывная одиночная полоса переднеспинки и два ряда клеток передних крыльев дистальнее между жилкой CuA1. Рисунок лица и многочисленные детали гениталий легко отличают его от двух родственных видов — Myrmeleon maculaclypeus, Myrmeleon sagittarius.
Большой размер данного вида предполагает союз с такими таксонами, как Myrmeleon nigro marginatus и Myrmeleon comptus, которые в остальном различаются по генитальным, жилковым и цветовым деталям. Самка M. zebidee должна быть легко идентифицирована по цветовому узору, когда она будет обнаружена. 

### Питание
Взрослые — хищники; питание личинки не известно.

## Ареал
Обитает на северо-западе Австралии, на побережье Арнем, плато Арнем, центральном Арнеме, центральном Кимберли, бассейне Дейли, побережье Дарвина, Дампирленд, Северном Кимберли, Орд-Виктория-Плейн, Пайн-Крик, Тиви-Кобург и в Виктория Бонапарт. Живут в водосборных бассейнах и прибрежных и океанических зонах.